# Gmina Nowodwór
Die Gmina Nowodwór ist eine Landgemeinde im Powiat Rycki der Woiwodschaft Lublin in Polen. Ihr Sitz ist das gleichnamige Dorf mit etwa 540 Einwohnern.

## Gliederung
Zur Landgemeinde Nowodwór gehören folgende 16 Ortschaften mit einem Schulzenamt:
Borki
Grabowce Dolne
Grabowce Górne
Grabów Rycki
Grabów Szlachecki
Jakubówka
Lendo Wielkie
Niedźwiedź
Nowodwór
Przestrzeń
Rycza
Trzcianki
Urszulin
Wrzosówka
Zawitała
Zielony Kąt
Ein weiterer Ort der Gemeinde ist Zawitała (kolonia).